# Daily Live
Daily Live var ett musik- och underhållningsprogram, "en rockcabaret", som sändes i Sveriges Television 1 (SVT1) med premiär 2 mars 1987 och sändes i två säsonger under våren och hösten 1987. Programledare var Anna-Lena Brundin och Lill-Marit Bugge med husbandet Fläskkvartetten. Sändningarna skedde live från Daily News Café, Stockholm.  Producent för serien var Lars Bermann.
Förutom uppträdanden av artister som Erasure, Wet Wet Wet, Echo & the Bunnymen och Peter Lemarc innehöll programmet sketcher med programledarparet. I sketcherna deltog även gästartister som Michael Segerström, Sven Wollter, Eva Rydberg, Martin Ljung och Jacob Dahlin.. Det var här de lanserade figurer som feministerna Nancy & Carina och de finska lesbiska poeterna Marja & Agneta för en bredare publik. . Teater Sputnik var återkommande gäster. 
1992 återkom programledarna i ett snarlikt program, Barbarella Live, som sändes från nattklubben Palace i Norrköping.
Även Barbarella Live producerades av Lars Bermann.
Ett urval av sketcherna från båda programmen gavs under 2010 ut på DVD:n Nancy & Carina : The Best Of Daily Live (och lite till).

## Första säsongen (våren 1987)[5]
Episod 1. Medverkande: Imperiet, Lone Justice (med Maria McKee), Mosquitos, Michael Segerström.
Episod 2. Medverkande: Eva Dahlgren, Timbuk 3, Cutting Crew, Niels Jensen.
Episod 3. Medverkande: Hurrah!, Anna (Anna-Carin Larsson), Mikael Segerström, Hoffman & The Ballroom Blitz, Lena Stefensson, Nya Mimenseblen.
Episod 4. Medverkande: The Leather Nun (Lädernunnan), Monica Törnell, Trance Dance, Mona Seilitz, Birgitta Femling.
Episod 5. Medverkande: Freddie Wadling, Anne-Lie Rydé, Sven Wollter. 
Episod 6. Medverkande: Alice Cooper, Latin Quarter, Barbie (Alexander Bard), Marie Bergman, Lasse Englund, Hannes Holm och Ulf Larsson.
Episod 7. Medverkande: Michelle Shocked, Hollywood Beyond, Martin Ljung, Mats Ronander, Sumpen Swingsters, Gösta Engström och My Engström-Renman.
Episod 8. Tillbakablick med det bästa av den första säsongen. Medverkande: Eva Dahlgren, Alice Cooper, Michelle Shocked, Anne-Lie Rydé, Barbie (Alexander Bard), Martin Ljung, Sven Wollter, Ulf Larsson, Hannes Holm, Michael Segerström och Johan Hagelbäck.

## Andra säsongen (hösten 1987)[5]
Episod 1. Medverkande: Westworld, Peter LeMarc, Jonas Gardell, Bröderna Brothers och Michael Segerström.
Episod 2. Medverkande: Blue for Two, Freddie Wadling, Fläskkvartetten, Nilsson Pickets, Tommy Nilsson, Sharon Dyall, Jan Sigurd.
Episod 3. Medverkande: Echo & the Bunnymen, deLillos, Karl Kanga, Claire Wikholm, Carmilla Floyd och Marita Lindqvist.
Episod 4. Medverkande: Wet Wet Wet, Sky High, Louise Hoffsten, Clas Yngström, Michael Hedges, Samson, Ingvar Andersson och Peter Kleinwichs.
Episod 5. Medverkande: Joe Ely, Thomas Di Leva, Dialog, Lasse Brandeby och Kesselofski & Fiske.
Episod 6. Medverkande: L'amourder (Sielun Veljet), Nina letar UFO, Surf Turf, Fullhouse, Jacob Dahlin, Eva Rydberg, Michael Segerström, Leif Jergefelt och Arthur Sörensen.
Episod 7. Medverkande: All That Jazz, Martin Rössel, Treat, Sven Wollter, Jonas Gardell, Pontus Klänge, Gunnar Krantz, Ulf Evrén, Anette Zylberszac, Panopticon och Johan Söderberg.
Episod 8. Tillbakablick med det bästa som varit under andra säsongen. Medverkande: Echo & the Bunnymen, Blue for Two, Peter LeMarc, Wet Wet Wet, Thomas Di Leva, Sky High, Bröderna Brothers, Fläskkvartetten, Nilsson Pickets, Tommy Nilsson, Sharon Dyall, Lasse Brandeby, Surf Turf, All That Jazz, Carina Rydberg, L'amourder (Sielun Veljet), Karl Kanga och Sven Wollter.